# Le Fantôme de Canterville (film, 1944)
Pour les articles homonymes, voir Le Fantôme de Canterville.
Pour plus de détails, voir Fiche technique et Distribution.
Le Fantôme de Canterville (The Canterville Ghost) est un film américain réalisé par Jules Dassin et Norman Z. McLeod, sorti en 1944.

## Synopsis
Convaincu de lâcheté pour avoir fui lors d'un duel, Sir Simon de Canterville est condamné à hanter éternellement son château de la campagne anglaise. À moins que la malédiction ne soit levée par l'un de ses héritiers, qui rachèterait la faute de son ancêtre en faisant preuve de courage. Les siècles s'écoulent et sir Simon erre toujours comme une âme en peine. Le château de Canterville est abandonné par la dernière porteuse du titre, Lady Jessica, âgée de 6 ans, qui vit dans un cottage voisin. En 1943, la vieille bâtisse est réquisitionnée par une unité de l'armée américaine qui s'y installe avant une dangereuse opération en France occupée. Parmi les yankees se trouve le jeune et charmant Cuffy Williams... 

## Fiche technique
- Titre : Le Fantôme de Canterville
- Titre original : The Canterville Ghost
- Réalisation : Jules Dassin et Norman Z. McLeod
- Scénario : Edwin Blum d'après l'histoire d'Oscar Wilde
- Musique : George Bassman
- Décors : Cedric Gibbons
- Costumes : Fred Valles
- Photographie : Robert H. Planck et William H. Daniels
- Son : Douglas Shearer
- Montage : Chester Schaeffer
- Production : Arthur Field
- Société de production et de distribution : Metro-Goldwyn-Mayer
- Pays d'origine :  États-Unis
- Format : Noir et blanc - 1,37:1 - Mono
- Genre : Fantastique, comédie
- Durée : 95 minutes
- Dates de sortie : 
  - États-Unis : 28 juillet 1944 (New York, première mondiale)
  - France : 27 octobre 1950
- Affiche : Giuliano Nistri (Italie)

## Distribution
- Charles Laughton : Sir Simon de Canterville / le fantôme
- Robert Young : Cuffy Williams
- Margaret O'Brien : Lady Jessica de Canterville
- William Gargan : le sergent Benson
- Reginald Owen : Lord Canterville, le père de Sir Simon
- Rags Ragland : Big Harry, un ranger
- Una O'Connor : Mme Umney
- Donald Stuart : Sir Valentine Williams, le rival amoureux d'Anthony
- Elisabeth Risdon : Mme Polverdine, la tante de Jessica
- Peter Lawford : Anthony de Canterville, le frère cadet de Sir Simon
- Lumsden Hare : M. Potts
- Harry Allen : M. Cawthorne
- Frank Faylen : le lieutenant John Kane
- Mike Mazurki : Metropolus
- William Moss : Hector
- Bobby Readick : Eddie, un soldat
- Marc Cramer ; Bugsy McDougle
- Brandon Hurst : M. Peabody